# عشتار
عشتار هي إلهة الحب والجمال، الحرب والتضحية بالحروب عند حضارات منطقة بلاد الرافدين ونواحيها. وهي إنانا لدى السومريين، عشتروت عند الفينيقيين، أفروديت في اليونان القديمة، فينوس لدى الرومان. أطلق عليها السومريون اسم ملكة السماء، وكان معبدها يقع في مدينة الوركاء، وهي نجمة الصباح والمساء (كوكب الزهرة) رمزها نجمة ذات ثماني أشعة منتصبة على ظهر أسد، على جبهتها الزهرة، وبيدها باقة زهور.
وقد تعددت تصويراتها ورموزها وظهرت في معظم الأساطير القديمة وتغنى بحبها الشعراء وتفنن بتصويرها الفنانون بالرسم والنحت.

## الصفات
تصور عشتار على هيئة امرأة عارية تركب وحوشًا وهي الهة الحرب والحب في بابل القديمة وتجمع بين الجنس الأباحي والإجرام الدموي وتحكم الشرق الأوسط منذ الاف السنين
وخاطبها جلجامش في ملحمته الشهيرة قائلا:
```
((ما أنتِ إلا مَوقد سرعان ما تخمد ناره في البرد
أنتِ باب لا ينفع في صدِّ ريح عاصفة
أنتِ قصرٌ يتحطم في داخله الأبطال
أنتِ بئر تبتلع غطاءها
أنت حفنةُ قيرٍٍ تلوِّث حاملَها
أنت قربةُ ماء تبلِّل صاحبها…
أنت حذاء تقرص قدم منتعلها..))
```

ويصفها الكتاب المقدس الإنجيل في سفر الرؤيا:
((الزانية العظيمة الجالسة على المياه الكثيرة* 2 التي زنى معها ملوك الأرض وسكر سكان الأرض من خمر زناها* 3 فمضى بي بالروح إلى برية فرايت امراة جالسة على وحش قرمزي مملوء أسماء تجديف له سبعة رؤوس وعشرة قرون* 4 والمراة كانت متسربلة بارجوان وقرمز ومتحلية بذهب وحجارة كريمة ولؤلؤ ومعها كاس من ذهب في يدها مملوة رجاسات ونجاسات زناها*))
5 وعلى جبهتها اسم مكتوب سر بابل العظيمة ام الزواني ورجاسات الأرض*

## الرمزية

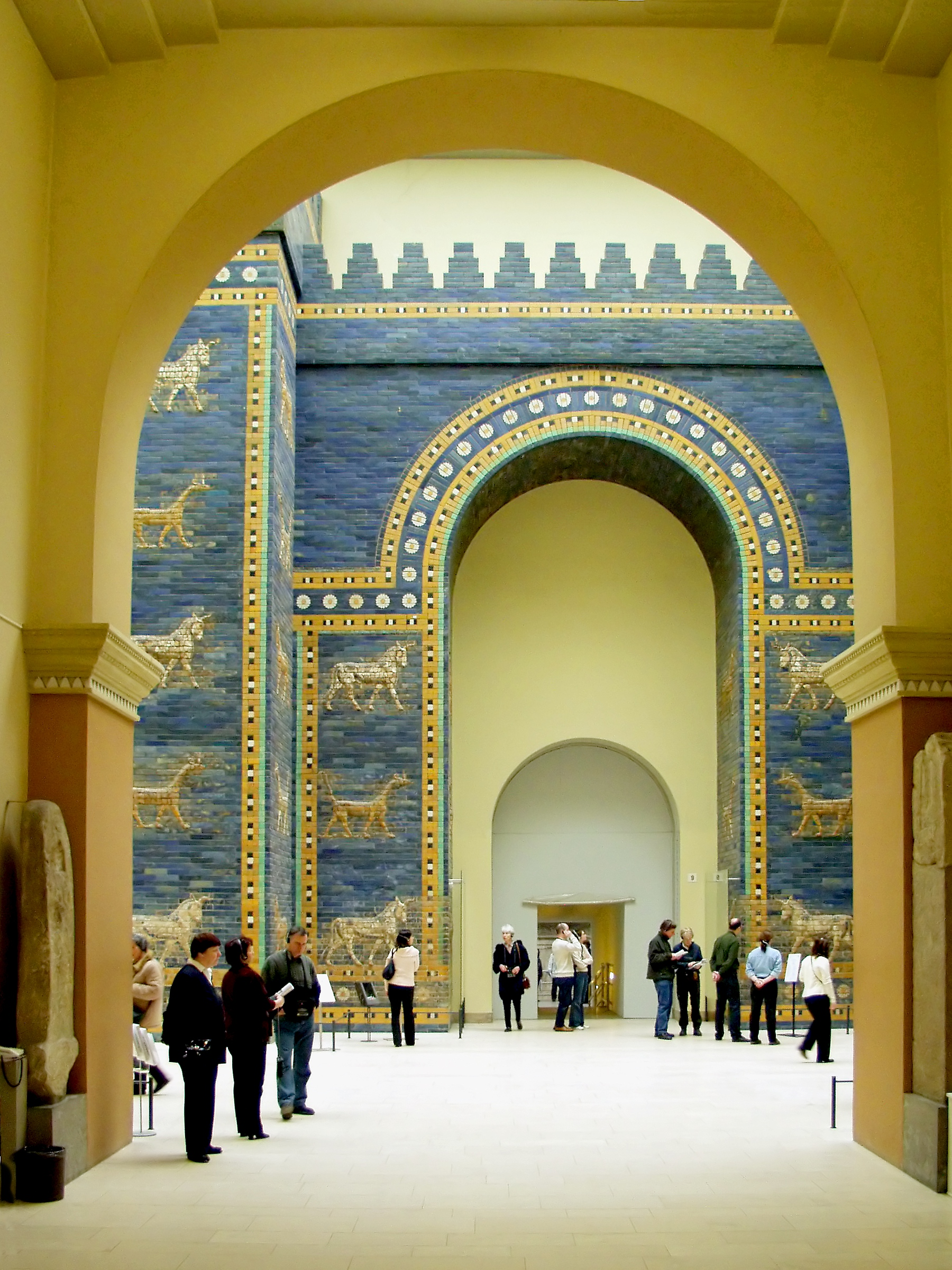
بوابة عشتار في متحف بيرغامون.

عشتار وغيرها من آلهة الأنوثة والخصوبة لدى كل الديانات البدائية كانت تُرمز ويشار اليها برموز مثل الشعلة الأبدية النجمة المثمنة والوردة والقمر ومُثلت تارةً تمتطي الاسد (وهو رمز حبيبها تموز) وتارةً أخرى ترعى البقر (وصور قرنها الهلال) وصورت تحمل الأفعى رمزا للطب والشفاء 

## الإله الأم
ترمز بشكل عام إلى الإلهة الأم الأولى منجبة الحياة، وكان أحد رموزها الأسد. ومعبدها الرئيسي كان في نينوى قرب مدينة الموصل. وكان السومريون يطلقون عليها عناة والعرب يسمونها عشتار والإغريق يسمونها أفروديت. ظهرت أول مرة في بلاد سومر في العراق وسوريا وجنوب بلاد الرافدين، قبل أكثر من ستة آلاف عام، إما بشخصها المرسوم على الأختام الأسطوانية وبعض المنحوتات، وإما بالرمز الذي يدلّ عليها في الخطّ المسماريّ وهو النجمة الخماسية التي تشير إلى كوكب الزهرة، ألمع الكواكب.

## عشتار عند السومريين
هي في أساطيرهم ابنة الإله سين إله القمر. وأمها الإلهة ننكال، وأخوها الإله (أوتو) إله الشمس، وأختها الآلهة (ارشكيجال) آلهة العالم السفلي، عالم الأموات. وهي أعظم الآلهة وأسماهن منزلة. وكان مركز عبادتها الأصليّ مدينة أوروك (الوركاء) عاصمة بلاد سومر، التي كانت تُعدّ من أهمّ المراكز الدينيّة والحضاريّة لعصور طويلة، وقد لعبت دورا هاما في ملحمة جلجامش.

## اُسطورة عِشتار والراعي
يُقال أن عِشتار ذات جمال باهر لم يشهد له مثيل حتى أوزيريس عشقها، ولم يكن أهل الأرض بعيدين عن ذلك العشق، كانت عشتار تدور بين عالم البشر، بحثاً عن الضحايا حتى وصلت إلى ملوك البشر فكانت تأخذ كل ما يملكون، وتعدهم بالزواج حتى إذا ما أخذت أعز ما يملكون تركتهم وهم يبكونها ليلاً ونهاراً.
وبيوم وصلت عشتار إلى راعي أغنام فذهلهُ جمالها، وأغوتهُ عيون الفتاة، فقام بذبح شاة لها لكي تبقى معه لأطول زمن ممكن، فأخذت تأكل عشتار ثم رحلت، وفي اليوم التالي ذبح لها وفي الثالث فعل نفس الشيء، حتى لم يبق لدى الراعي شيء يقدمه لعشتار، سألها البقاء معه ولكنها رفضت وقالت: أنه لا يملك شيء يغريها بالبقاء معه، فقام الراعي بسرقة شاة وأخذ يبحث عن عشتار ليقدم لها ما سرق، ومن يومها أصبح الراعي ذئباً يسرق من الرعاة على أمل أن تعود عشتار لتجلس معه.

## اسطورة الشجرة
وتسرد أسطورة سومريّة أخرى لنا كيف أن الإلهة انانا نقلت ذات يوم شجيرة تنبت على ضفة نهر الفرات إلى مدينة الوركاء وزرعتها في «بستانها المقدّس» على أمل أن تنمو تلك الشجيرة وتصير شجرة سامقة الأغصان فتصنع من خشبها عرشاً وسريراً لها. وعندما كبرت الشجرة وحان وقت قطع أغصانها اكتشفت أن أفعى قد اتخذت من أسفلها مخبأ، وأن طيراً بنى في أعلاها عُشّاً، وأن عفريتة استقرت في وسط جذعها. فاستنجدت اينانا بأخيها أوتو إله الشمس الذي أسند المهمة إلى البطل المشهور جلجامش، فجاء هذا البطل متسلِّحاً بدرع سميك وفأس ثقيلة، واستطاع أن يقتل الأفعى، وعند ذاك فرّ الطير وهربت العفريتة إلى الخرائب المهجورة، فقطع جلجامش أغصان الشجرة وحملها هدية إلى اينانا لتصنع منها عرشاً وسريراً.

## الهبوط إلى العالم السفلي
وفقا للأساطير أيضا تزوجت الإله تموز زواجا قتل بعدة تموز، فحزنت عليه حتى بلغت حدا أبت تحت رزئه إلا النزول إلى عالم الموتى لترى تموز هناك. فاستاءت الأحوال على الأرض وتوقفت وانقطع النسل، فأرسلت السماء أمرا إلى العالم السفلي بإخلاء سبيل عشتار. عادت عشتار إلى الأرض ومعها عادت الحياة لتموز. وكانت هذه القصة محورا أساسيا في الدين البابلي لفترة طويلة.
فعشتار أيضا كادت ان تغوي الملكين الذين كانا يمكثان في الكهف ليعلما الانس السحر المضاد للسحر المنتشر في بابل في ذلك الزمان ولكنها لم تستطع ان تفعل ذلك لقوه ايمان الملكين فيقال أنها تم لعنها بواسطه السحره الاشرار فأصبحت كوكبا (الزهره).

## هبوط إنانا
يعتبر هبوط إنانا إلى العالم السفلي أول ملحمة إنسانية حول موضوع الإله الفادي، بحيث تقوم إنانا بتضحية اختيارية وتنزل إلى العالم السفلي، بحيث تلبث ثلاث أيام، ثم يسعى خادمها الأمين لاستعادتها

## أنظر أيضا
نجمة عشتار